# Springfield (Zachodnia Wirginia)
Springfield – jednostka osadnicza w Stanach Zjednoczonych, w stanie Wirginia Zachodnia, w hrabstwie Hampshire.